# Bowlus (Minnesota)
Bowlus es una ciudad ubicada en el condado de Morrison en el estado estadounidense de Minnesota. En el Censo de 2010 tenía una población de 290 habitantes y una densidad poblacional de 89,79 personas por km².

## Geografía
Bowlus se encuentra ubicada en las coordenadas 45°49′9″N 94°24′27″O / 45.81917, -94.40750. Según la Oficina del Censo de los Estados Unidos, Bowlus tiene una superficie total de 3.23 km², de la cual 3.23 km² corresponden a tierra firme y (0%) 0 km² es agua.

## Demografía
Según el censo de 2010, había 290 personas residiendo en Bowlus. La densidad de población era de 89,79 hab./km². De los 290 habitantes, Bowlus estaba compuesto por el 98.28% blancos, el 0.34% eran afroamericanos, el 0.34% eran amerindios, el 0% eran asiáticos, el 0% eran isleños del Pacífico, el 0% eran de otras razas y el 1.03% pertenecían a dos o más razas. Del total de la población el 0% eran hispanos o latinos de cualquier raza.